# 微软开发者网络
微软开发者网络（英語：MSDN, Microsoft Developer Network）是早期微軟公司在推廣Win32程式設計以及開發工具時，專門為開發人員所提供的一個服務，是使用微軟技術開發軟體或應用程式時必定會參訪的地方，同時它也有提供訂閱的服務，由微軟不定時供應最新的軟體及技術文檔，MSDN的技術文件庫是免費開放讓所有人在線上閱讀，但光碟的版本必須要利用MSDN Library Subscription才可以拿到，不過自從Visual Studio 2005開始，MSDN Library即提供免費的網路下載。
2020年1月起，︁微软开发者网络整合至Microsoft Docs；Microsoft Docs後來在2022年整合至Microsoft Learn。

## MSDN的版本
MSDN自開始發行以來，經歷了數個版本的變化，每個版本 (等級)都提供了不同程度的軟體資源，等級愈高者提供的資源愈多，甚至於絕大部份除了遊戲與一般性軟體以外，所有的微軟軟體。

### MSDN Library
早期在網際網路未普及之前，微軟為提供給開發人員詳細的開發工具與軟體發展規格，開始以光碟為媒介，包裝了許多文件以及書籍（Microsoft Press）出版的幾乎有完整的內容，其他出版社的則為試閱章節）以及專門的瀏覽工具：InfoView，發行了MSDN Library光碟，此為最低等級的MSDN版本，後來隨著開發工具的進步，變為使用HTML Help來編製，目前MSDN Library的所有內容都已上載到其官方網站，並且在Microsoft Download Center中提供各版本Visual Studio的MSDN Library免費下載。

### MSDN Operating Systems
此為Visual Studio 6.0開始提供的等級，除了MSDN Library外，另提供Windows作業系統 (用戶端與伺服器都有)的授權，以及為Windows作業系統開發應用程式所需的SDK工具，但未提供Visual Studio系列的開發工具。
這個等級目前仍存在MSDN等級中。

### MSDN Professional
此為微軟為專業開發人員所規劃，提供Visual Studio的Professional版本，以及MSDN Operating Systems所有的軟體授權。
伺服器另增SQL Server Developer Edition以及SQL Server Enterprise Edition的授權。
這個等級目前由Visual Studio 2005/2008 with MSDN Professional Subscription所取代。

### MSDN Enterprise
此為微軟為企業級開發人員所規劃，除了MSDN Professional以外，還加上Microsoft Servers (當時稱為Microsoft BackOffice Servers)系列的所有伺服器，例如Exchange Server、SharePoint Server、SQL Server、Host Integration Server、System Management Server等等，開發工具為Visual Studio的Enterprise版本。
這個等級目前已終止。

### MSDN Universal
此為微軟系列開發人員所公認的終極等級，在這個等級中所包含的軟體授權包含除微軟發展的遊戲以及一般性軟體外所有的微軟軟體，亦及包含Microsoft Office以及MSDN Enterprise等級的所有軟體授權。
這個等級目前由MSDN Premium接手。

### MSDN Premium
目前微軟為搭配Visual Studio 2005/2008 Professional及以上的版本（Team Architect, Team Developer, Team Tester以及最高等級的Team Suite）發行的MSDN等級，具有MSDN Universal版本等級相同的軟體授權，除了開發工具依所搭配的開發工具等級外。

## 授權方式
MSDN在Operating System以上的等級都有附微軟的軟體授權，根據MSDN的使用者授權合約（EULA），軟體只授權給使用MSDN的那一位開發人員，專供開發與測試之用，其他人不可使用MSDN所附軟體。包含企業不能用MSDN附的SQL Server Enterprise Edition做為生產環境中的資料庫伺服器；秘書不能使用MSDN所附的Office 2007等等。
MSDN Library則沒有單一授權的限制。

## 紙本雜誌
MSDN紙本雜誌前身是Microsoft Systems Journal（MSJ）和Microsoft Internet Developer（MIND）兩本雜誌於MSDN訂戶發行，但為了避免混淆於2000年開始合併為MSDN雜誌，每期附贈光碟內含一些開發用軟體、beta測試軟體、其他程式員的心得報告等。
2002年在台灣發行首次中文版本，在新訂閱MSDN會由台灣微軟遞送中心寄發啟動碼給訂戶，訂戶可以使用啟動碼到MSDN Subscription網站註冊，以啟用MSDN隨附的權益包含免費的技術支援問題數，以及最有價值的MSDN Subscriber Downloads權限，並且會收到一份Welcome Kit，內含光碟整理盒，部份MSDN的DVD（或CD，訂閱時可以選擇要用CD或DVD），手冊以及EULA等，之後隨著軟體的更新或發表每月會寄發補充的光碟集，稱為Increment Pack，直到訂閱期結束為止但不一定每個月都有。
到期訂戶可以選擇繼續訂閱，可以用較低的價格續約以繼續享受訂戶權益，但不會再收到Welcome Kit安裝包。
2019年7月微軟宣布紙本雜誌在發行30多年後將於11月停刊，網路時代下各種軟體開發討論多數由網路論壇執行，效率較高更新也較快，微軟相關服務將轉移到docs.microsoft.com網站上。

## MSDN Subscriber Downloads
訂閱MSDN Operating Systems以上等級的訂戶，可以利用微軟寄發的啟動碼，註冊並取得進入MSDN Subscriber Downloads的權利，在這個地方有：
1. 依等級所列出的軟體可供下載。
2. 必要的軟體授權金鑰（Product Key）。

## 另見
- Microsoft TechNet